# Asmodeus (Band)
Asmodeus ist eine österreichische Black-Metal-Band, die 1999 gegründet wurde.

## Geschichte
Asmodeus wurde 1996 von Tyr und Desdemon ursprünglich unter dem Namen Diabolus in Graz gegründet. Zu zweit nahmen sie ein paar Lieder auf, die auf der Demo Supreme Surrender zu finden sind. Diese stellte in stilistischer Hinsicht eine Mischung aus Black- und Death Metal dar.
Im November 1999 spielten Asmodeus im Vorprogramm von Thirdmoon zum ersten Mal live. Im Januar 2000 veröffentlichten sie unter dem neuen Namen das erste richtige Demo, welches mit As the Winter Moon Bleeds betitelt wurde und ausschließlich Black Metal bot. Im November desselben Jahres folgte dann das nächste Demo Embers of Aeon.
Am Ende des Jahres spielten sie dann zum ersten Mal außerhalb von Graz, in Sloweniens Hauptstadt Ljubljana. Anfang 2001 absolvierten sie noch mehr Konzerte in Slowenien, spielten als Vorband von unter anderem Six Feet Under und Fleshcrawl und traten am Hell-on-Earth-Festival auf.
Danach verließ Lestat die Band, und Naroth trat an seine Stelle. Am 24. November 2003 erschien ihr erstes Album Phalanx Inferna, veröffentlicht unter dem Plattenlabel Twilight Records, welches am 23. Februar 2004 von Supreme Chaos Records auch als Vinyl-Version veröffentlicht wurde. Die Kritiken für dieses Album fielen mittelmäßig bis gut aus und lobten das spielerische Können der Band und gutes Songmaterial, kritisierten jedoch eine gewisse Abwechslungsarmut, zu geringe Variationen des Tempos und die mangelnde Originalität der Band, die in diesem Zusammenhang häufig mit Dark Funeral verglichen wurde.
Im Jahr 2004 absolvierte die Band einige Festivalauftritte sowie einzelne Konzerte in Österreich, Slowenien, Schweiz und Deutschland. 2005 folgte eine Tournee im Vorprogramm von Belphegor. Im März veröffentlichten Asmodeus schließlich ihr zweites Album Imperium Damnatum, welches erneut gute Kritiken und Dark-Funeral-Vergleiche erhielt. Im selben Monat absolvierten Asmodeus mit den Bands Dark Funeral, Naglfar und Aura Noir eine Europatournee, die auch nach Schweden und Dänemark führte. Im Sommer trat die Band erneut auf einigen Festivals auf.
In den folgenden Jahren spielten sie etliche Live-Konzerte im In- und Ausland und widmeten sich dem Schreiben von neuen Liedern.
Im Frühjahr 2017 begann die Band mit den Aufnahmen im Sound Delusion Studio zu ihrem 3. Studioalbum nach 10 Jahren kreativer Phase.
Am 1. Dezember 2018 wurde schließlich das neue Album ADAMANT in einer besonderen Ausführung als Woodpak (Speziell aus Holz gefertigtes CD Case) über das österreichische Label Talheim Records veröffentlicht. Weitere Versionen als Digipak und Vinyl sowie einige Live Shows sind geplant.

## Diskografie

### Studioalben
- 2003: Phalanx Inferna
- 2006: Imperium Damnatum
- 2018: Adamant

### Demos
- 1998: Supreme Surrender
- 2000: As the Winter Moon bleeds
- 2001: Embers of Aeon